# Jehan Fresneau
Jehan Fresneau (hoặc là Fresnau hay Frasnau) (bắt đầu hoạt động từ năm 1468-mất năm 1505) là nhà soạn nhạc người Pháp. Ông là một trong những nhà soạn nhạc được biết đến nhất ở nhà thờ Milano giữa thập niên 1470 trước khi bị giải tán sau vụ ám sát Galeazzo Maria Sforza.

## Cuộc đời
Fresneau đến từ Cambrai. Có thể ông cũng là một linh mục. Ông còn có một cái tên khác nữa là Jo. Fresneau. Ông bắt đầu làm việc tại Nhà thờ lớn Cambrai vào năm 1468 và kết thúc công việc ở đó vào năm sau. Ông đã vào làm việc tại nhà thờ hoàng gia Pháp trong các năm 1469-1475. Cũng vào khoảng thời gian này, ông đến Milan. Tuy nhiên, ông không ở đó lâu vì Công tước Galeazzo Maria Sforza đã bị ám sát, nhiều nhà soạn nhạc và ca sĩ của nhà thờ do vị công tước này quản lý đã đi rải rắc khắp nơi và Fresneau cũng nằm trong số này. Ông là một trong những nhà soạn nhạc phải rời khỏi Milan vào ngày 6 tháng 2 năm 1477 cùng với Loyset Compère, Johannes Martini, Colinet de Lannoy và còn nhiều người nữa. Không rõ là ngay sau đó, Fresneau đến đâu. Chỉ biết là sự xuất hiện có được ghi chép của ông là nhà thờ Thánh Martin ở Tours vào năm 1486. Khi đó ông là người phục vụ của Louis XII của Pháp. Trong các năm 1494-1505, ông làm việc ở một trường dạy hát ở Tu viện Chartres. Nơi đây, ông trải qua những chức vụ mà ông đã từ làm như tu sĩ, công chứng viên, kiểm sát trưởng và hiệu trưởng. Không thấy ghi chép gì về ông sau năm 1505 được tìm thấy.
Có một chi tiết đáng nói là trong khúc bi thương cho sự ra đi của Johannes Ockeghem, Guillaume Crétin có nhắc rằng Fresneau là một trong những người học trò của Ockeghem.

## Âm nhạc và các bản viết tay
Âm nhạc của ông còn tồn tại đến bây giờ gồm năm bản chanson và một bản hợp xướng.

## Tác phẩm

### Nhạc tôn giáo
- Missa quarti toni

### Nhạc thế tục
- C'est vous seulle
- De vous servir
- Ha qu'il m'ennuye
- Notres assouemen
- Nuit et jour
- Perget